# 新北市區公車571路線
新北市區公車571路線為新北市新巴士路線，目前由台北客運營運，起點為善息堂（原善息寺），終點為南天母。

## 簡介
2017年再次汰換配車
原新北市區公車F602路線免費假日休閒公車。
自2020年1月1日起，番號為新北市571公車，並開始收費。

## 歷代配車

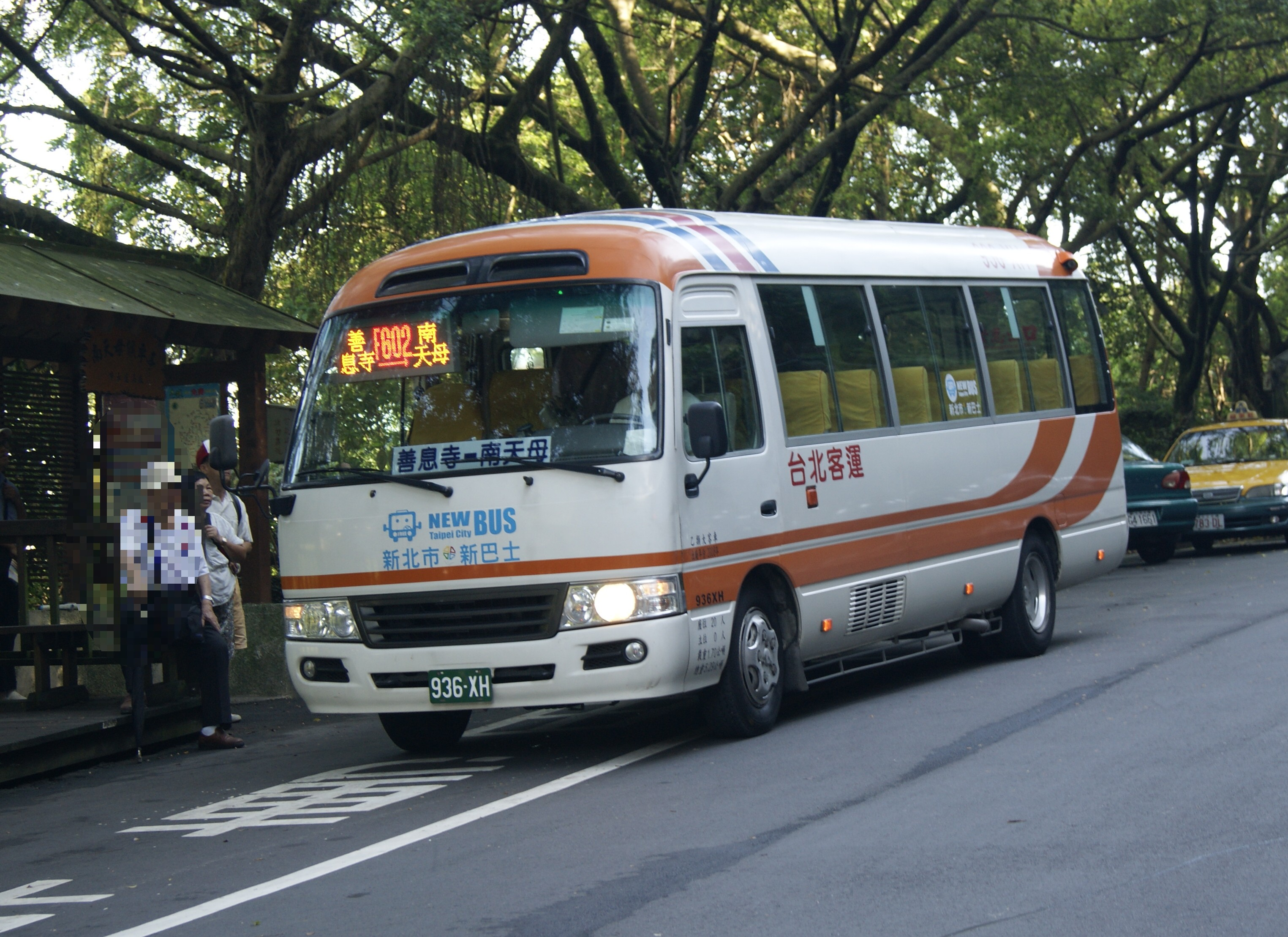
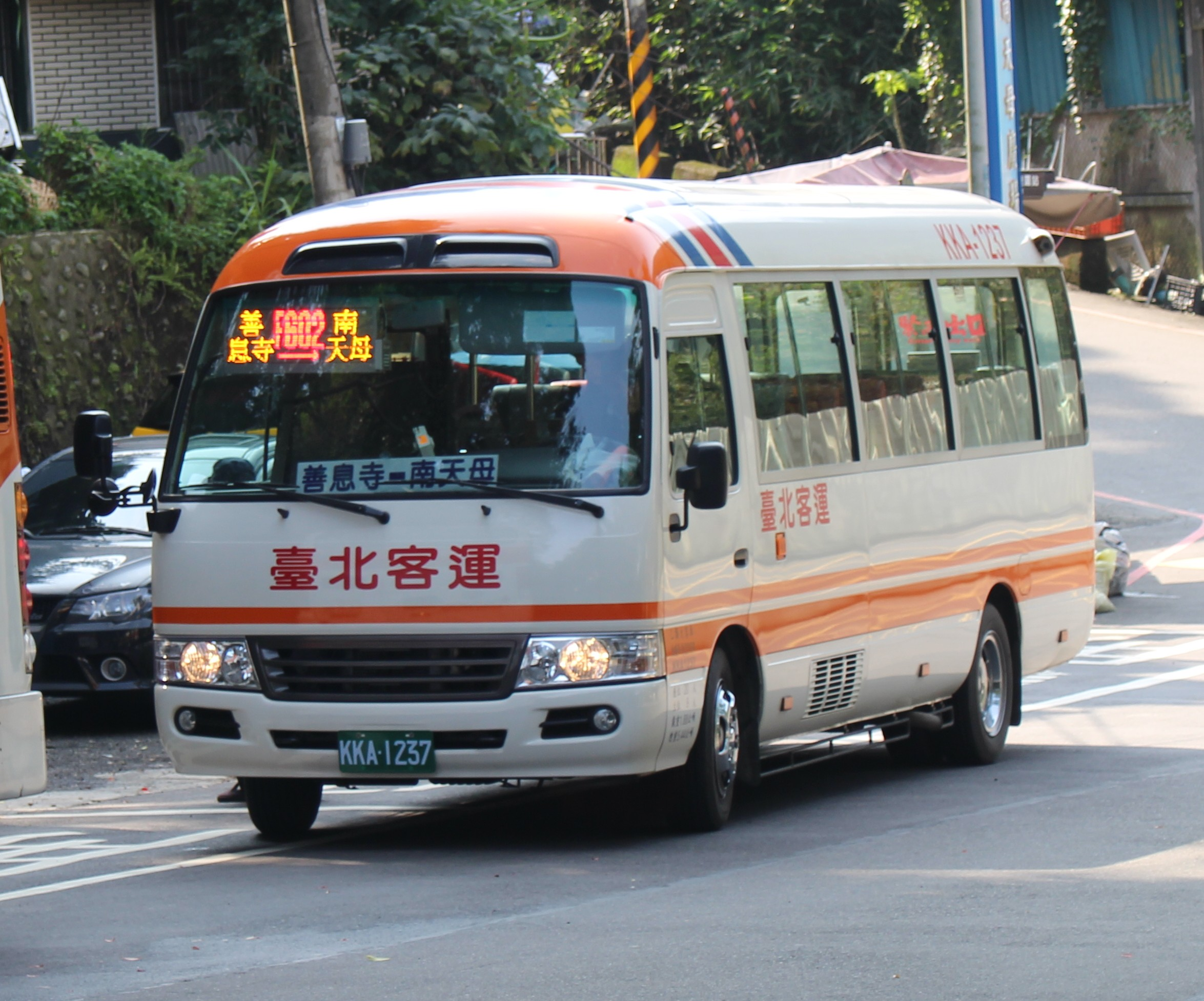

## 路線
詳見右側路線圖

## 外部連結
- 台北客運 （页面存档备份，存于）
- 大臺北公車571
- 暢行台北公車客運資訊站的Facebook專頁